# Connor McLennan
Connor McLennan, né le 5 octobre 1999 à Peterhead en Écosse, est un footballeur écossais qui évolue au poste d'ailier gauche à Salford City.

## Biographie

### Carrière en club
Natif de Peterhead en Écosse, Connor McLennan est un pur produit du centre de formation de l'Aberdeen FC, qu'il rejoint en 2008. Il fait sa première apparition avec l'équipe professionnelle le 22 avril 2016, lors d'une rencontre de Scottish Premiership contre le St Johnstone FC. Il entre en jeu en fin de partie à la place de Niall McGinn, et son équipe s'incline ce jour-là (3-0). 
Le 16 décembre 2016, McLennan est prêté au club de Brechin City pour le reste de la saison 2016-2017, il y joue trois matchs et marque un but. Le 30 août 2017, il est à nouveau prêté par Aberdeen à ce même club, pour la saison 2017-2018.
McLennan est ensuite de retour dans son club formateur, et avec l'équipe des moins de 21 ans il se fait remarquer en marquant un but en solitaire en dribblant deux défenseurs avant de conclure, lors de la finale de la Scottish Youth Cup face aux jeunes d'Hibernian FC (défaite 3-1 d'Aberdeen). Il est intégré à l'équipe première pour la saison 2018-2019, et il inscrit son premier but pour le club en professionnel dès son premier match de championnat, le 6 octobre 2018, contre St Mirren. Titulaire ce jour-là, il marque le deuxième but de son équipe, qui s'impose finalement sur le score de quatre buts à un. Le 7 décembre de la même année, McLennan prolonge son contrat avec Aberdeen jusqu'en 2021.
Le 11 juillet 2019, McLennan joue son premier match de coupe d'Europe à l'occasion d'une rencontre qualificative pour la Ligue Europa contre les finlandais de RoPS Rovaniemi (victoire 2-1 d'Aberdeen).
Le 28 janvier 2021, Connor McLennan prolonge à nouveau son contrat avec Aberdeen, le liant désormais au club jusqu'à l'été 2023.
Le 1er septembre 2022, il est prêté à St Johnstone. Il joue son premier match pour St Johnstone le 3 septembre 2022 contre le Saint Mirren FC en championnat. Il entre en jeu et provoque un penalty en faveur de son équipe, que transforme Graham Carey, participant à la victoire des siens (3-0). 
Le 25 juillet 2023, Connor McLennan rejoint Salford City.
Le 8 août 2023, McLennan se fait remarquer en marquant ses deux premiers buts pour Salford City, lors d'une rencontre de coupe de la Ligue anglaise face au Preston North End FC. Les deux équipes font match nul (2-2) avant de se départager dans une séance de tirs au but, de laquelle Salford sort vainqueur,.

### En sélection
Avec les moins de 17 ans, il inscrit un but contre la Tchéquie en mars 2016, lors des éliminatoires du championnat d'Europe. Quelques semaines plus tard, il participe à la phase finale du championnat d'Europe organisé en Azerbaïdjan. Lors de cette compétition, il joue deux matchs, contre la Belgique et le pays organisateur. Le bilan de l'Écosse dans ce tournoi s'avère catastrophique avec trois défaites en trois matchs, cinq buts encaissés et zéro buts marqués.
Le 5 septembre 2019, Connor McLennan joue son premier match avec l'équipe d'Écosse espoirs contre Saint-Marin. Il est titularisé à la pointe de l'attaque, et les Écossais s'imposent sur le score de deux buts à zéro ce jour-là. Lors de sa deuxième sélection, le 10 septembre suivant, McLennan entre en jeu à vingt minutes de la fin lors d'une rencontre face à la Croatie. Alors que son équipe est menée d'un but à zéro, il réalise un doublé et donne ainsi la victoire à son équipe (1-2 score final).